# Liste der Baudenkmäler in Fischen im Allgäu

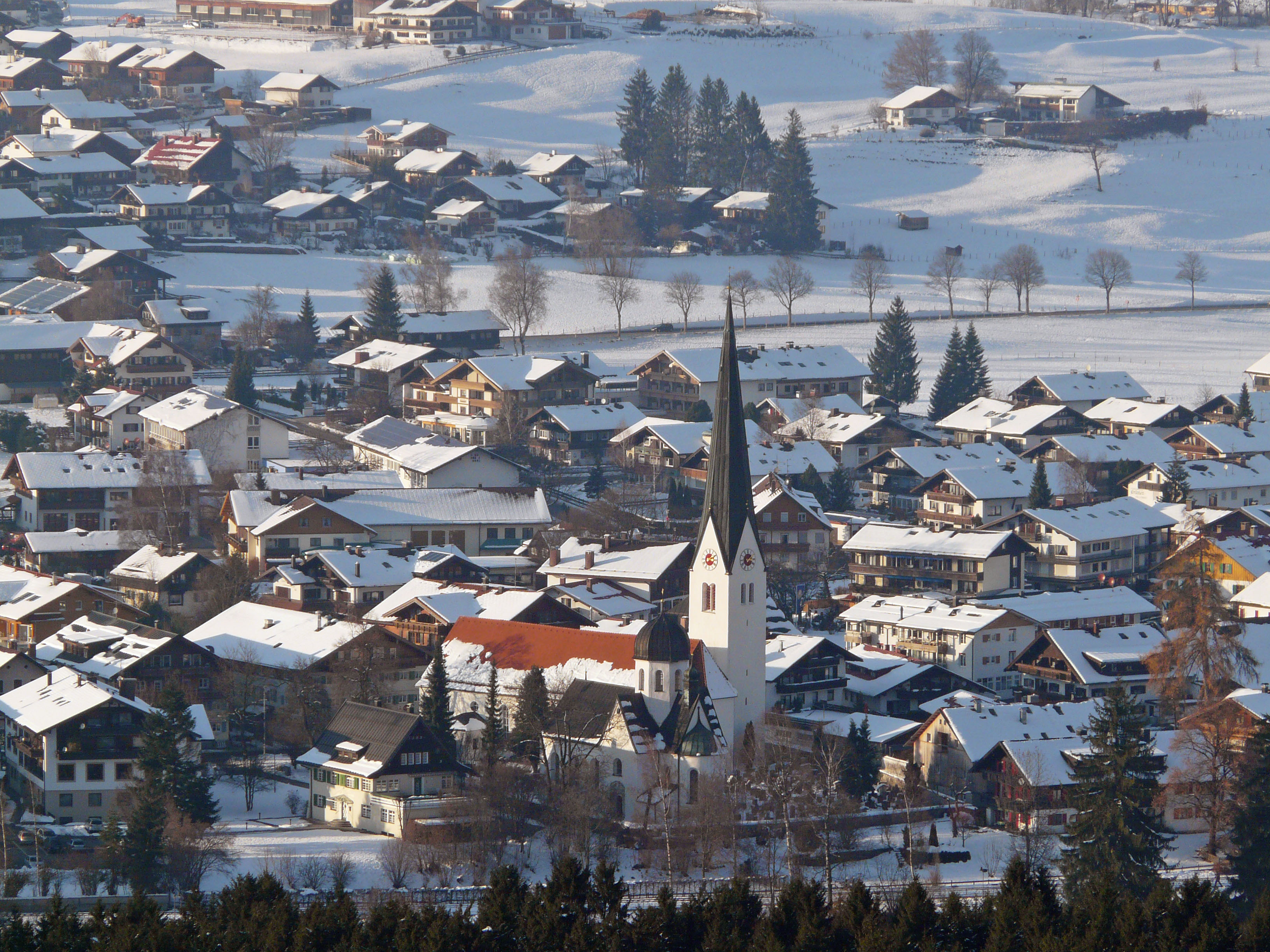
Fischen im Allgäu – Blick von der Schöllanger Burg

Auf dieser Seite sind die Baudenkmäler in der schwäbischen Gemeinde Fischen im Allgäu zusammengestellt. Diese Tabelle ist eine Teilliste der Liste der Baudenkmäler in Bayern. Grundlage ist die Bayerische Denkmalliste, die auf Basis des Bayerischen Denkmalschutzgesetzes vom 1. Oktober 1973 erstmals erstellt wurde und seither durch das Bayerische Landesamt für Denkmalpflege geführt wird. Die folgenden Angaben ersetzen nicht die rechtsverbindliche Auskunft der Denkmalschutzbehörde.

## Ensembles

### Ensemble Gut Höldersberg
Ein Gut auf dem „Heldensperg“ ist erstmals 1444 erwähnt. Die drei Einfirsthöfe stehen in enger Bebauung und verschieden orientiert hoch über dem Illertal, an der Ostkante eines Bergrückens. Die beiden unmittelbar an der Hangkante gebauten Höfe sind verschindelte Blockbauten und stammen im Kern aus dem 18. Jahrhundert; Haus Nr. 2 ist ein Neubau. Aktennummer: E-7-80-121-1.

## Baudenkmäler nach Ortsteilen

### Fischen
| Lage                       | Objekt                                     | Beschreibung | Akten-Nr.             | Bild                                       |
| -------------------------- | ------------------------------------------ | --- | --------------------- | ------------------------------------------ |
| Am Anger 6 (Standort)      | Ehemaliges Bauernhaus                      | Ehemaliges Bauernhaus, zweigeschossiger Mittertennbau mit Halbwalmdach und profiliertem Traufgesims, bezeichnet 1736. | D-7-80-121-1 Wikidata | Ehemaliges Bauernhaus                      |
| Hauptstraße (Standort)     | Frauenkapelle                              | Frauenkapelle, kreuzförmig erweiterter Zentralbau mit Langhaus, Vorarlberger Schule, von Michael Beer, 1666/67; mit Ausstattung. | D-7-80-121-4          | weitere Bilder                             |
| Hauptstraße 3 (Standort)   | Ehemaliges Bauernhaus – jetzt Heimatmuseum | Ehemaliges Bauernhaus, zweigeschossiger verputzter Blockbau mit Flachsatteldach und gekehlten Pfettenvorstößen, wohl noch 17. Jahrhundert | D-7-80-121-2 Wikidata | Ehemaliges Bauernhaus – jetzt Heimatmuseum |
| Hauptstraße 16 (Standort)  | Katholische Pfarrkirche St. Verena         | Katholische Pfarrkirche St. Verena, Saalbau mit eingezogenem Chor und nördlichem Turm mit Spitzhelm, im Kern 2. Hälfte 15. Jahrhundert, Erweiterung 1677 und 1699, Umbau durch Joseph Zick 1827/28, Umgestaltung 19. Jahrhundert und 20. Jahrhundert; mit Ausstattung. | D-7-80-121-3          | weitere Bilder                             |
| Mühlenstraße 22 (Standort) | Säge                                       | Säge, erdgeschossiger, teils verbretterter Ständerbau auf Bruchsteinsockel mit Satteldach, 18./19. Jahrhundert | D-7-80-121-5 Wikidata | weitere Bilder                             |
| Ornachstraße 5 (Standort)  | Bauernhaus                                 | Bauernhaus, zweigeschossiger verschindelter Blockbau mit Flachsatteldach und gekehlten Pfettenvorstößen, 18./19. Jahrhundert | D-7-80-121-6 Wikidata | Bauernhaus                                 |
| Ornachstraße 16 (Standort) | Bauernhaus                                 | Bauernhaus, zweigeschossiger verputzter Blockbau mit Flachsatteldach und zum Teil alter Verbretterung, Mittertenne, 1. Hälfte 18. Jahrhundert | D-7-80-121-7 Wikidata | Bauernhaus                                 |

### Au
| Lage                      | Objekt                                 | Beschreibung | Akten-Nr.              | Bild                  |
| ------------------------- | -------------------------------------- | --- | ---------------------- | --------------------- |
| Am Burgstall 1 (Standort) | Katholische Kapelle St. Johann Nepomuk | Katholische Kapelle St. Johann Nepomuk, Rechteckbau mit eingezogenem, rechteckigem Schluss und Dachreiter, 1749, Erweiterung Ende 18. Jahrhundert; mit Ausstattung. | D-7-80-121-8           | weitere Bilder        |
| Am Burgstall 3 (Standort) | Ehemaliges Bauernhaus                  | Ehemaliges Bauernhaus, zweigeschossiger verputzter Blockbau mit Flachsatteldach und Längsschopf, Ende 18. Jahrhundert, Wirtschaftsteil später ausgebaut.            | D-7-80-121-30 Wikidata | Ehemaliges Bauernhaus |

### Burgegg
| Lage                                 | Objekt      | Beschreibung | Akten-Nr.              | Bild           |
| ------------------------------------ | ----------- | --- | ---------------------- | -------------- |
| Burgegg 1 (Standort)                 | Bauernhaus  | Bauernhaus, zweigeschossiger verputzter, im Obergeschoss verschindelter Blockbau mit reichem Fachwerkgiebel und Flachsatteldach, Mitte 18. Jahrhundert, Wirtschaftsteil später verändert. | D-7-80-121-9 Wikidata  | Bauernhaus     |
| auf dem Burgstall Burgegg (Standort) | Gedenkstein | Gedenkstein, um 1930. | D-7-80-121-10 Wikidata | weitere Bilder |

### Höldersberg
| Lage                     | Objekt     | Beschreibung | Akten-Nr.              | Bild       |
| ------------------------ | ---------- | --- | ---------------------- | ---------- |
| Höldersberg 1 (Standort) | Bauernhaus | Zweigeschossiger verschindelter Blockbau mit Flachsatteldach, im Kern 1. Hälfte 18. Jahrhundert, später verändert. | D-7-80-121-11 Wikidata | Bauernhaus |

### Jägersberg
| Lage                                                              | Objekt     | Beschreibung | Akten-Nr.              | Bild       |
| ----------------------------------------------------------------- | ---------- | --- | ---------------------- | ---------- |
| Jägersberg 4 (Standort)                                           | Bauernhaus | Bauernhaus, zweigeschossiger, giebelseitig verschindelter Blockbau mit Flachsatteldach, 18. Jahrhundert                                                 | D-7-80-121-12 Wikidata | Bauernhaus |
| Jägersberg 5 (Standort)                                           | Alpe       | Alpe, erdgeschossiger, verschindelter bzw. verputzter Rundholzblockbau mit Flachsatteldach und erhöhtem, rückwärtigem Wirtschaftsteil, bezeichnet 1845. | D-7-80-121-13 Wikidata | Alpe       |
| Flur Hof (200 m südlich von Jägersberg am Krebertobel) (Standort) | Bildstock  | Bildstock, verputzter Bruchsteinpfeiler mit Satteldach, 1822.                                                                                           | D-7-80-121-14 Wikidata | Bildstock  |

### Langenwang
| Lage                                                                  | Objekt                           | Beschreibung | Akten-Nr.              | Bild                  |
| --------------------------------------------------------------------- | -------------------------------- | --- | ---------------------- | --------------------- |
| Bundesstraße 4 (Standort)                                             | Ehemaliges Bauernhaus            | Ehemaliges Bauernhaus, zweigeschossiger verputzter Blockbau mit Flachsatteldach, im Kern 2. Hälfte 17. Jahrhundert, erneuert und Wirtschaftsteil verändert. | D-7-80-121-16 Wikidata | Ehemaliges Bauernhaus |
| Dorfstraße 11 (Standort)                                              | Ehemaliges Bauernhaus            | Ehemaliges Bauernhaus, zweigeschossiger verschindelter Blockbau mit Flachsatteldach und zwei Klebdächlein, im Kern 1. Hälfte 18. Jahrhundert                | D-7-80-121-17 Wikidata | Ehemaliges Bauernhaus |
| Dorfstraße 23 (Standort)                                              | Katholische Kapelle St. Antonius | Katholische Kapelle St. Antonius, Rechteckbau mit leicht eingezogenem, dreiseitigem Schluss, 1720; mit Ausstattung.                                         | D-7-80-121-15          | weitere Bilder        |
| Sägestraße 4 (Standort)                                               | Ehemaliges Bauernhaus            | Ehemaliges Bauernhaus, zweigeschossiger verputzter Blockbau mit hohem Untergeschoss und Flachsatteldach, im Kern 17./18. Jahrhundert                        | D-7-80-121-18 Wikidata | Ehemaliges Bauernhaus |
| Sennereiweg 6 (Standort)                                              | Ehemaliges Bauernhaus            | Ehemaliges Bauernhaus, zweigeschossiger verschindelter Blockbau mit Flachsatteldach, kräftigem Kopfbug und gekehlten Vorstößen, Ende 17. Jahrhundert        | D-7-80-121-21 Wikidata | Ehemaliges Bauernhaus |
| Flur Langenwang (südlich des Ortes an der Bundesstraße 19) (Standort) | Kruzifix                         | Kruzifix mit arma sacra, wohl 1. Hälfte 19. Jahrhundert. | D-7-80-121-22 Wikidata | Kruzifix              |

### Maderhalm
| Lage                    | Objekt                    | Beschreibung                                                                  | Akten-Nr.     | Bild           |
| ----------------------- | ------------------------- | ----------------------------------------------------------------------------- | ------------- | -------------- |
| In Maderhalm (Standort) | Katholische Marienkapelle | Katholische Marienkapelle, Rechteckbau mit Dachreiter, 1681; mit Ausstattung. | D-7-80-121-23 | weitere Bilder |

### Unterthalhofen
| Lage                                                          | Objekt                         | Beschreibung | Akten-Nr.              | Bild                           |
| ------------------------------------------------------------- | ------------------------------ | --- | ---------------------- | ------------------------------ |
| Altstädter Straße 12 (Standort)                               | Katholische Kapelle St. Joseph | Rechteckbau mit leicht eingezogenem, dreiseitigem Schluss, 1798; mit Ausstattung.                                                 | D-7-80-121-24          | Katholische Kapelle St. Joseph |
| Am Malerwinkel 3 (Standort)                                   | Bauernhaus                     | Zweigeschossiger offener Blockbau mit Ständerbohlenwand im Obergeschoss und aufgesteiltem Satteldach, im Kern 17./18. Jahrhundert | D-7-80-121-25 Wikidata | Bauernhaus                     |
| Nähe Altstädter Straße, am nördlichen Ortsausgang. (Standort) | Sühnekreuz                     | Sandstein, 16. Jahrhundert. | D-7-80-121-27 Wikidata | Sühnekreuz                     |

### Weiler
| Lage                 | Objekt                          | Beschreibung                                                                                                  | Akten-Nr.     | Bild           |
| -------------------- | ------------------------------- | --- | ------------- | -------------- |
| In Weiler (Standort) | Katholische Kapelle Hl. Familie | neugotischer Rechteckbau mit leicht eingezogenem, dreiseitigem Schluss und Dachreiter, 1892; mit Ausstattung. | D-7-80-121-28 | weitere Bilder |